# Гура Ваиј (Арђеш)
Гура Ваиј (рум. Gura Văii) насеље је у Румунији у округу Арђеш у општини Албота. Oпштина се налази на надморској висини од 299 m.

## Становништво
Према подацима из 2002. године у насељу је живело 257 становника, од којих су сви румунске националности.